# Mega Express Five
Il Mega Express Five è un traghetto di proprietà della compagnia di navigazione italo-francese Corsica Ferries - Sardinia Ferries.

## Caratteristiche
Il traghetto è mosso da due motori diesel SEMT Pielstick-Nippon Kokan 14PC4-2V-570, ciascuno erogante una potenza di 16990 kW a 350 giri/min, per una potenza complessiva di 33.980 kW. La nave può raggiungere la velocità di 26 nodi ed è in grado di trasportare fino a 1800 passeggeri e 600 veicoli; al suo interno dispone di un totale di 280 cabine.   
La nave è così strutturata:    
- Ponte 9: Lido Beach Bar, piscina, solarium, infermeria, toilette.
- Ponte 8: Gusto self service, cabine, toilette.
- Ponte 7: Dolce Vita ristorante à la carte, Yellow's self-service, Sweet Cafè, Riviera Lounge bar, boutique, sala video games, family room, cabine, toilette.
- Ponte 6: reception, sala poltrone, cabine, toilette.
- Ponte 5: garage.
- Ponte 4: garage.
- Ponte 3: garage.

Da ottobre 2006 il traghetto è stato profondamente modificato: a Messina sono state montate 4 grandi scialuppe e altre zattere. All'esterno sono stati aggiunti vari blocchi specialmente visibili al posteriore, gli interni sono stati completamente modificati e sono state costruite nuove cabine al posto delle vecchie zone garage. Tra fine 2008 ed inizio 2009, nei cantieri di Genova, sono state aggiunte delle controcarene a poppa.

## Servizio

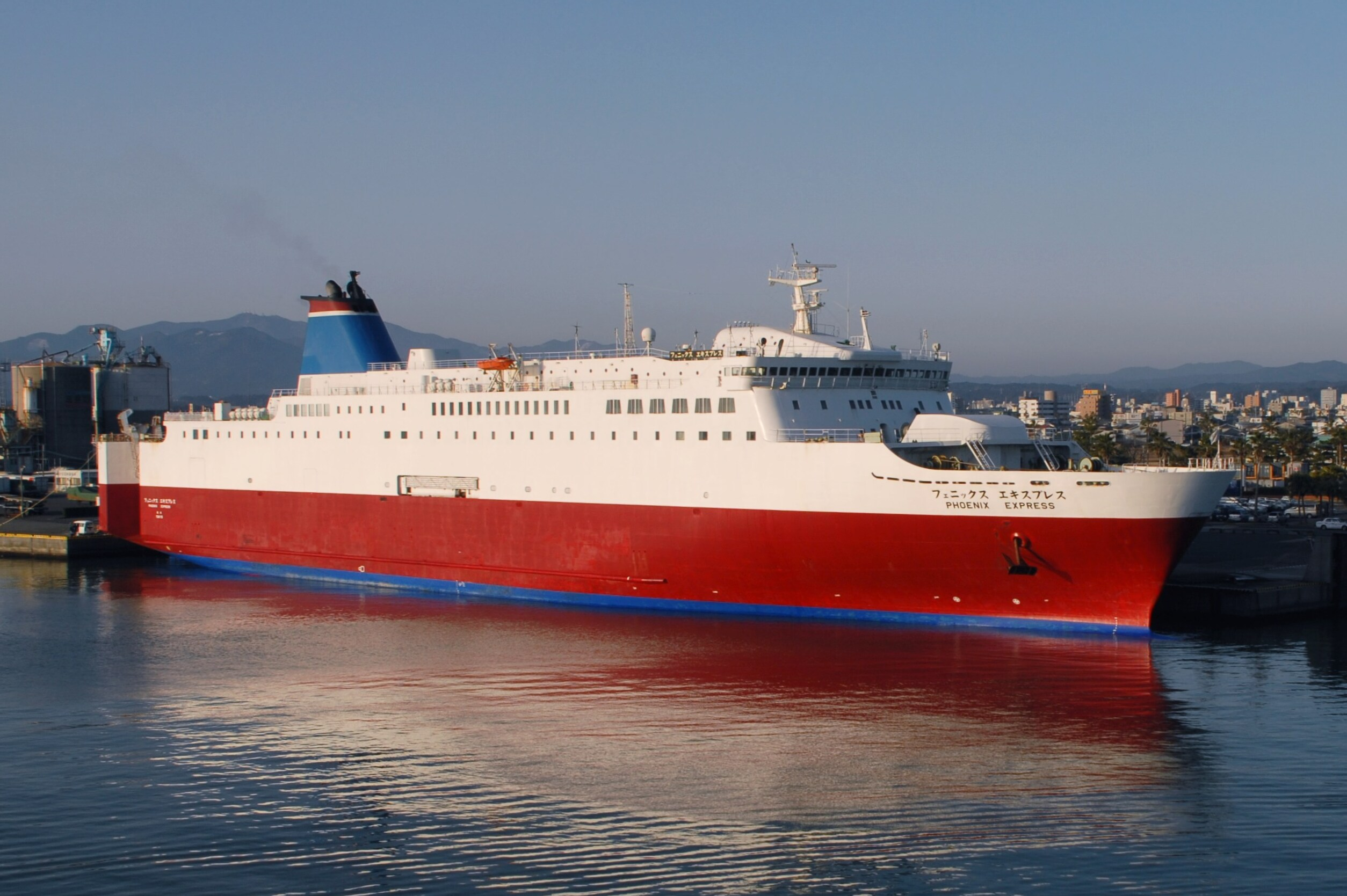
L'allora Phoenix Express in servizio per Miyazaki Car Ferry nel porto di Miyazaki nel 2006.

Costruito nei cantieri navali Mitsubishi Heavy Industries Ltd. di Shimonoseki, in Giappone, per conto della compagnia nipponica Marine Express, il traghetto fu varato il 29 gennaio 1993 con il nome di Phoenix Express. Il traghetto iniziò a prestare servizio il 28 giugno 1993 nel collegamento tra Kawasaki e Hyuga. Questo insieme al gemello Pacific Express, varato un anno prima, diventano le navi più veloci del Giappone. Dal 2002 passa anche dai porti di Shikoku, Kyūshū, Miyazaki, Nachikatsuura e Hyūga.
A giugno 2005, dopo le gravi difficoltà finanziarie di Marine Express, il traghetto fu ceduto alla nuova compagnia Miyazaki Car Ferry per essere impiegato nella tratta Osaka-Miyazaki. Dopo l'aumento del prezzo dei carburanti, a causa dei suoi consumi elevati, la nave venne tolta dal servizio a fine aprile 2006 chiudendo anche la tratta su cui operava.

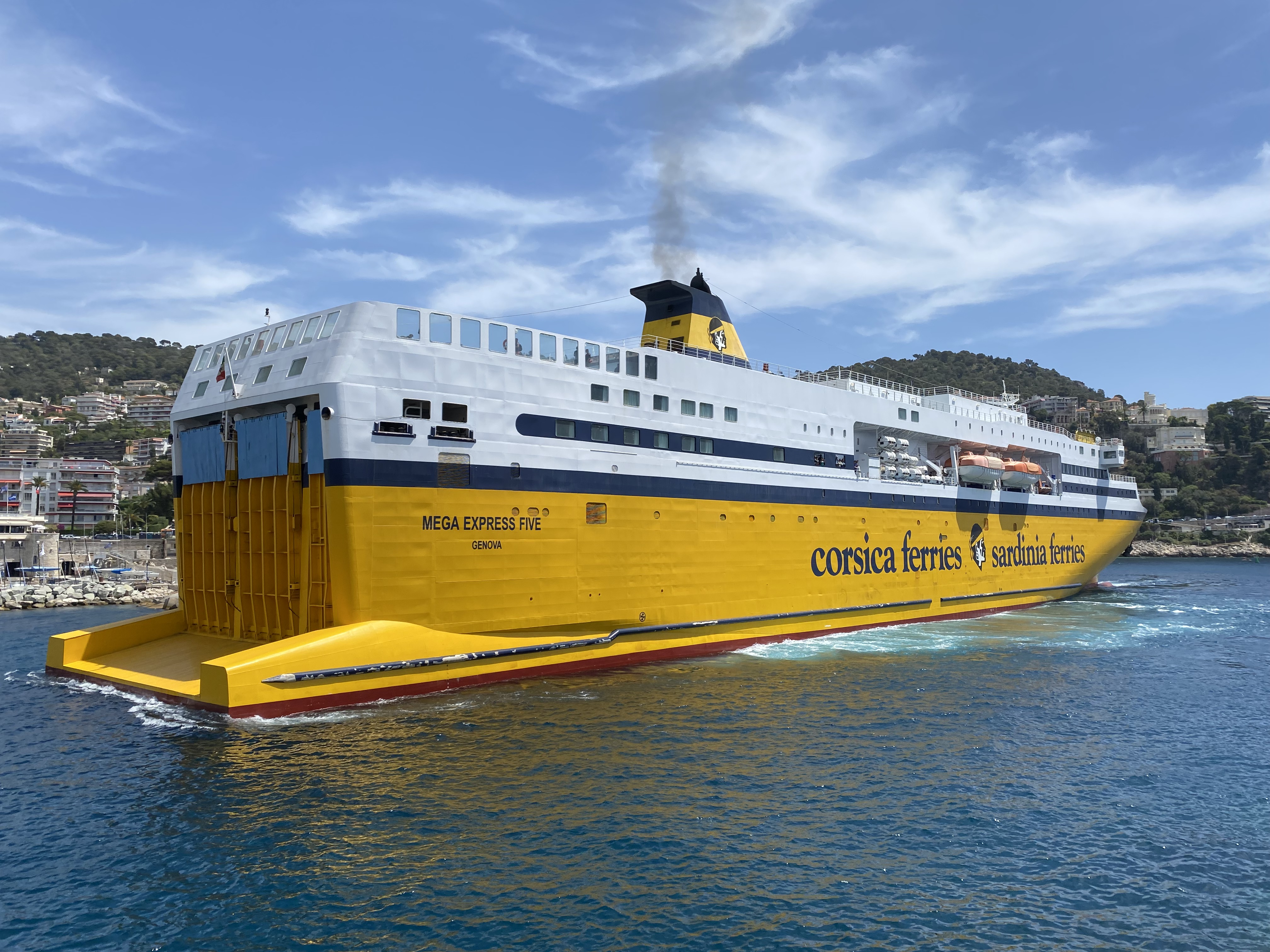
Mega Express Five vista di poppa a Nizza.

Nel settembre 2006 la nave venne acquistata da Corsica Ferries - Sardinia Ferries e partì alla volta dell'Italia il 29 settembre, dove giunse nell'ottobre seguente. Sottoposto a importanti lavori di ristrutturazione presso i Cantieri Palumbo di Messina, il traghetto finì al centro di un contenzioso fra l'armatore e il cantiere navale a causa della vasta entità dei lavori. La vicenda si risolse solo nel 2008 quando il traghetto venne rimorchiato nei cantieri Fincantieri di Genova.
L'anno successivo vennero finalmente ultimati i lavori e la nave, ribattezzata Mega Express Five, iniziò il servizio per la nuova compagnia il 7 aprile 2009. Il 9 aprile venne presentata al pubblico nel porto di Tolone. Grazie ad essa si incrementarono le partenze da Tolone per Ajaccio e Bastia.
Nel 2019 ha navigato occasionalmente sulla Tolone-Trapani.
La nave opera tra i porti di Livorno, Piombino, Genova, Savona, Golfo Aranci, Porto Torres, Nizza, Tolone, La Seyne-sur-Mer, Ajaccio, Bastia, Ile Rousse e Porto Vecchio.

## Incidenti
Il 9 maggio 2000, durante la partenza, la nave urtò con la poppa un faro del porto di Kawasaki riportando lievi danni.
Il 31 maggio 2014 colpì una secca nel porto di Ile Rousse che provocò una falla. Questa fu individuata solo in seguito e necessitò di riparazione presso La Spezia.
La mattina del 14 luglio 2021 scoppiò un generatore nel porto di Livorno. Dopo i vari controlli e la messa in sicurezza, la Guardia costiera consentì la partenza per Golfo Aranci.

## Navi gemelle
- Rigel V (ex Baja Star, ex Phoenix Express)